# Casa de raport cu pasaj și cu magazie la parter de pe str. Mihai Eminescu, 50 (Chișinău)
Casa de raport cu pasaj și cu magazie la parter de pe str. Mihai Eminescu, 50 este o clădire amplasată pe str. Mihai Eminescu, 50 în Chișinău, Republica Moldova. Este un monument arhitectural de importanță națională inclus în Registrul monumentelor Republicii Moldova ocrotite de stat cu nr. 75 (municipiul Chișinău). Datează de la înc. sec. XX.